# Traylor Howard
Traylor Howard (Orlando, 14 giugno 1966) è un'attrice e modella statunitense.

## Biografia

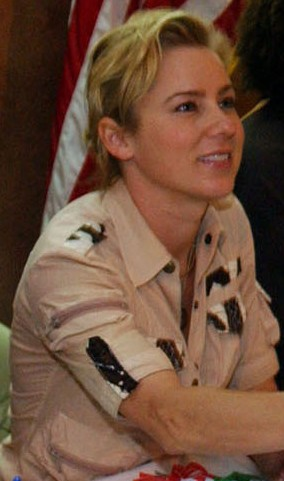
Traylor Howard a rappresentare gli Stati Uniti d'America

Traylor ha frequentato la Lake Highland Preparatory School ad Orlando (in Florida). Si è laureata alla Florida State University.

## Carriera

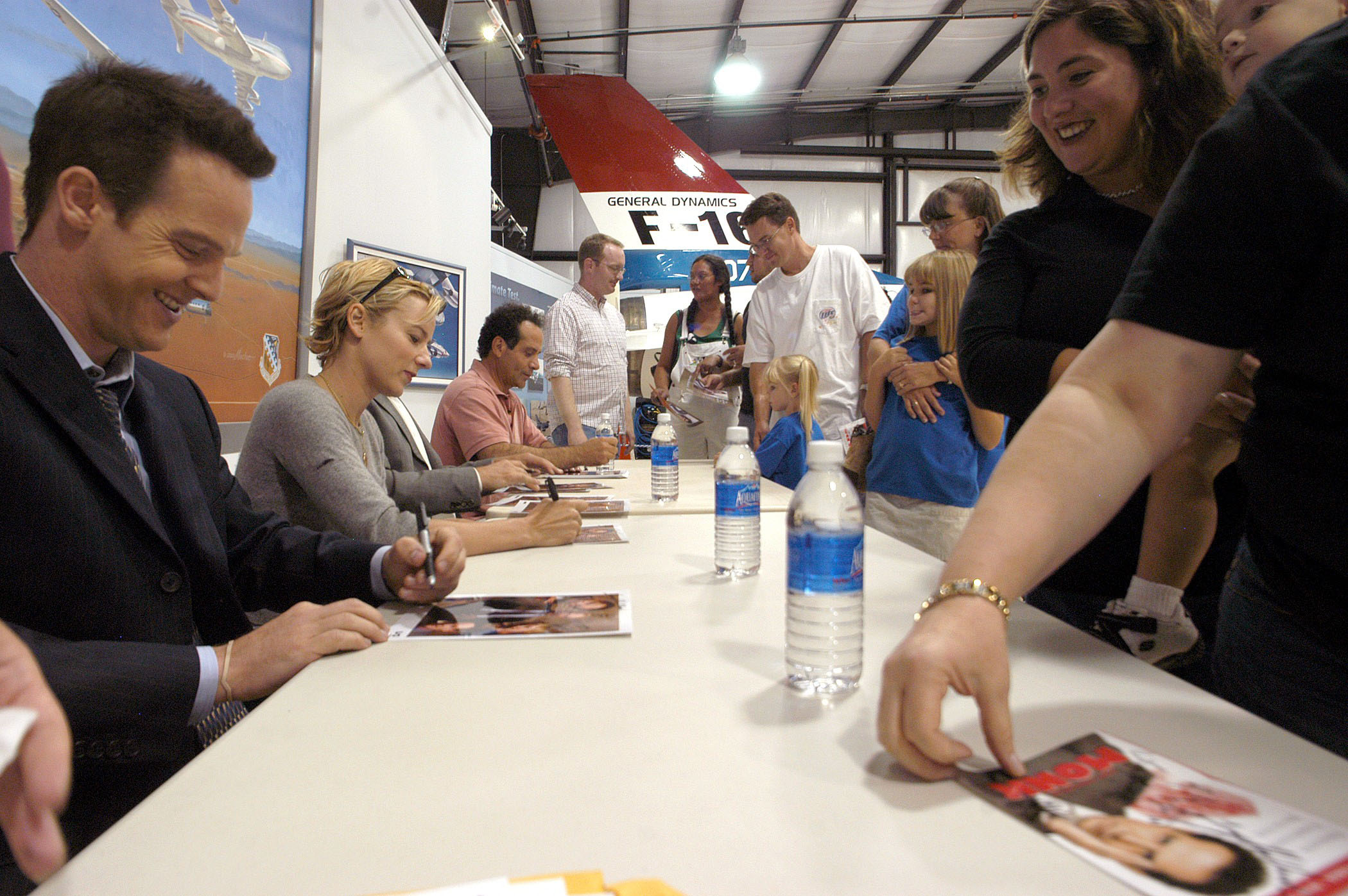
Traylor Howard con il cast della serie TV Detective Monk

È conosciuta per l'interpretazione del ruolo di Natalie Teeger, l'assistente di Adrian Monk (Tony Shalhoub), nella serie televisiva Detective Monk (2005-2009), e per aver interpretato dal 1998 al 2001 il ruolo di Sharon Carter in Two Guys, a Girl, and a Pizza Place (in seguito re-intitolato Two Guys and a Girl). È inoltre apparsa nella brevi sitcom Boston Common e Bram & Alice, con Alfred Molina, e nel video musicale Breakout dei Foo Fighters. Si è ritirata dalle scene nel 2010.

## Vita privata
Il 2 febbraio 1991 si è sposata con il cestista Cameron Hall, dal quale ha divorziato due anni dopo. Il 26 aprile 2003 si è sposata con l'attore Christian Navarro, dal quale ha divorziato. Il 24 novembre 2006 ha dato alla luce il suo primo figlio, Sabu. Nel 2011 si è sposata per la terza volta con Jarel Portman; la coppia ha avuto un figlio, Julien, nato nel 2012.

## Filmografia

### Cinema
- Trappola nella notte (Till the End of the Night), regia di Larry Brand (1994)
- Confessions of a Sexist Pig, regia di Sandy Tung (1998)
- Dirty Work - Agenzia lavori sporchi (Dirty Work), regia di Bob Saget (1998)
- Io, me & Irene (Me, Myself & Irene), regia di Peter e Bobby Farrelly (2000)
- The Mask 2 (Son of the Mask), regia di Lawrence Guterman (2005)

### Televisione
- Io e mio fratello (Boston Common) – serie TV, 32 episodi (1996-1997)
- Due ragazzi e una ragazza (Two Guys and a Girl) – serie TV, 81 episodi (1998-2001)
- West Wing - Tutti gli uomini del Presidente (The West Wing) – serie TV, episodio 3x11 (2001)
- Bram and Alice – serie TV, 9 episodi (2002-2003)
- Detective Monk (Monk) – serie TV, 87 episodi (2005-2009)
- Peacok Show – programma TV, 1 puntata (2020)
- Mr. Monk's Last Case: A Monk Movie, regia di Randall Zisk – film TV (2023)

### Cortometraggi
- Simon Says Save the Climate!, regia di Denis Thomopoulos (2016)
- Monk in Quarantine, regia di Nicq Hale (2020)

## Doppiatrici italiane
Nelle versioni in italiano delle opere in cui ha recitato, Traylor Howard è stata doppiata da:
- Laura Boccanera in Detective Monk, Bram and Alice, Mr. Monk's Last Case: A Monk Movie
- Ilaria Stagni in The Mask 2
- Alessandra Korompay in Io, me & Irene